# Федорівська сільська рада (Глобинський район)
Федорівська сільська рада — колишній орган місцевого самоврядування у Глобинському районі Полтавської області з центром у селі Федорівка. Населення сільської ради на 1 січня 2010 року становить 689 осіб. Раді підпорядковані 3 населені пункти: с. Федорівка, с. Лубенщина, с. Попівка.

## Географія
Площа сільської ради — 5797,2 га, 85 % території — сільськогосподарські угіддя, 1 % — водосховище, 9 % — лісовкриті площі, 5 % — інші землі.
Сільська рада межує з Заможненською, Куп'єватівською та Петрівською сільськими радами Глобинського району. Землі Федорівської сільської ради межують з землями Великобагачанського, Решетилівського, Козельщанського районів. Рада розташована у лісостеповій зоні. Ґрунти переважно чорноземні.

## Населення
На території Федорівської сільської ради розташовано 3 населені пункти з населенням на 1 січня 2010 року 689 осіб
| № | Назва села   | 2001 чол. | 2010 чол. |
| - | ------------ | --------- | --------- |
| 1 | с. Федорівка | 634       | 530       |
| 2 | с. Лубенщина | 20        | 3         |
| 3 | с. Попівка   | 230       | 156       |
|   | всього       | 884       | 689       |

## Влада
- Сільські голови[1]:
Борщенко Василь Іванович
- 12 депутатів сільської ради[1]:
  1. Охріменко Олександр Михайлович
  2. Волошина Наталія Дмитрівна
  3. Поздняков Сергій Петрович
  4. Бондаренко Юрій Петрович
  5. Кравченко Сергій Миколайович
  6. Шевченко Анатолій Олександрович
  7. Огарьов Андрій Іванович
  8. Козленко Віктор Владиславович
  9. Онопрієнко Володимир Іванович
  10. Темник Олександр Анатолійович
  11. Стеценко Олександр Юхимович
  12. Болкун Галина Іванівна

## Економіка
| № | Назва підприємства | П. І. П. керівника      | Вид діяльності                                           | Загальна площа земель, га | Кількість працюючих, чол. |
| - | ------------------ | ----------------------- | -------------------------------------------------------- | ------------------------- | ------------------------- |
| 1 | ТОВ АФ «Перемога»  | Соляник Микола Іванович | Вирощування зернових, зерно-бобових та технічних культур | 2432,38                   | 90                        |

## Інфраструктура
- Федорівська загальноосвітня школа І-ІІ ступенів
- Федорівський сільський будинок культури
- Федорівська амбулаторія загальної практики сімейної медицини
- Попівський фельдшерсько-акушерський пункт